# NGC 4491
NGC 4491 (również PGC 41376 lub UGC 7657) – galaktyka spiralna z poprzeczką (SBa), znajdująca się w gwiazdozbiorze Panny. Odkrył ją William Herschel 15 marca 1784 roku. Należy do Gromady w Pannie.